# Gahanna (Ohio)
Gahanna es una ciudad ubicada en el condado de Franklin, Ohio, Estados Unidos. Tiene una población estimada, a mediados de 2022, de 35 127 habitantes.
Es un suburbio de Columbus, adyacente al Aeropuerto Internacional John Glenn.
En agosto de 2023, el sitio web Realtor.com designó a la ciudad como el mejor mercado inmobiliario de los Estados Unidos. Entre las razones mencionó los precios de las propiedades (12.7% menos que el promedio del país), su atractivo para los jóvenes y su ubicación en el área metropolitana de Columbus.

## Geografía
La ciudad está ubicada en las coordenadas 40°2′12″N 82°52′48″O / 40.03667, -82.88000. Según la Oficina del Censo de los Estados Unidos, tiene una superficie total de 32.65 km², de la cual 32.20 km² corresponden a tierra firme y 0.45 km² están cubiertos de agua.

## Demografía
Según el censo de 2020, en ese momento la ciudad tenía una población de 35 726 habitantes. La densidad de población era de 1109.50 hab./km². El 74.0% de los habitantes eran blancos, el 14.5% eran afroamericanos, el 0.3% eran amerindios, el 3.1% eran asiáticos, el 0.1% eran isleños del Pacífico, el 1.5% eran de otras razas y el 6.5% eran de una mezcla de razas. Del total de la población, el 3.7% eran hispanos o latinos de cualquier raza.